# 臺北市立永春高級中學
臺北市立永春高級中學位在臺北市信義區四獸山的象山，比鄰永春陂生態濕地公園、臺北市立松山高級商業家事職業學校與大都會客運松職站。

## 沿革
1949年國民政府遷台，位於北京的朝陽大學遭中共接管，國民政府規劃於象山永春陂作為該校在台復校校地。1968年九年國民義務教育開始實施，同年臺北市立永春國民中學成立，1976年遷入永春陂現址。1994年改制為高中並停招國中生，1996正式更名為臺北市立永春高級中學。

## 校歌
1994年改制為高中，停招國中生，時任校長的吳武雄構想新校歌。在1997年青年節 ，常月如秘書巧遇名製作人小蟲先生，相談過後小蟲先生為永春高中創作新校歌。 

## 圖集

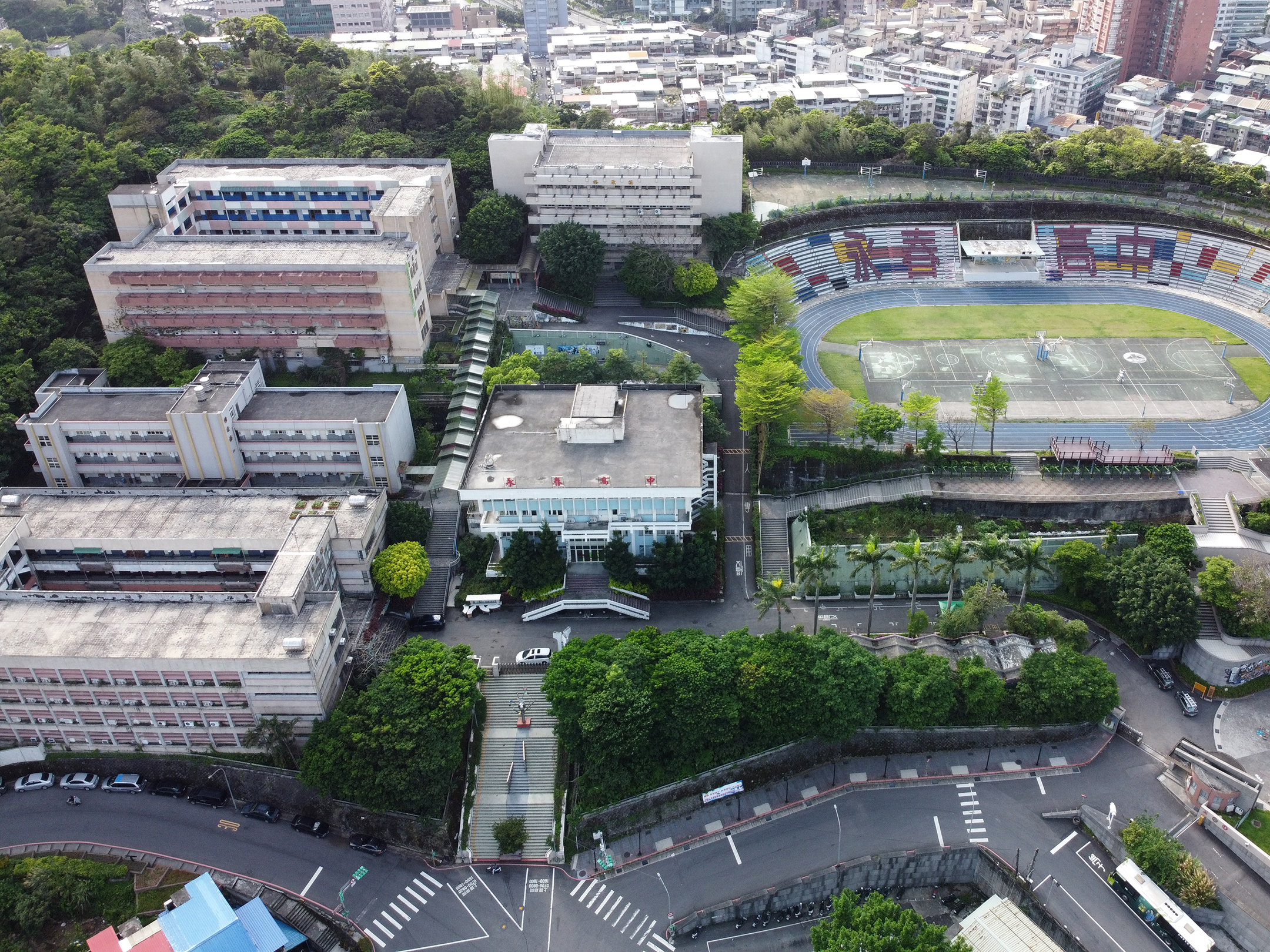
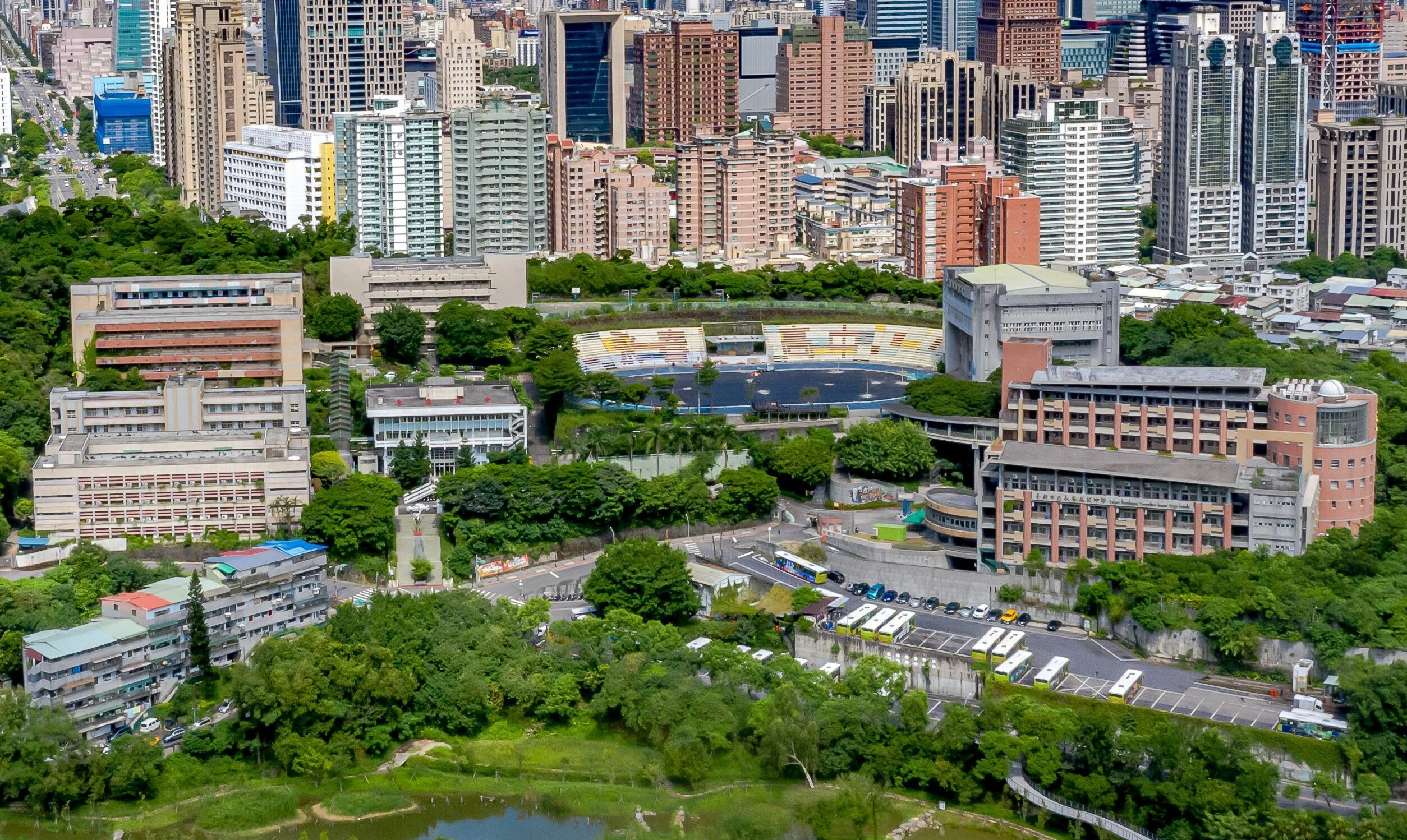
永春高中校園，前方是永春陂生態濕地公園，後方是信義計畫區

## 外部連結
- 台北市立永春高級中學官方網站 （页面存档备份，存于）